# Brenta (comune)
Brenta (Brénta in dialetto locale) è un comune italiano di 1 704 abitanti della provincia di Varese in Lombardia. Fa parte dell'Unione dei comuni del Medio Verbano.

## Storia

### Simboli
Lo stemma e il gonfalone del comune di Brenta sono stati concessi con decreto del presidente della Repubblica del 14 maggio 1962.
Il verde del campo ricorda la fertilità della terra e la produzione agricola, le api simboleggiano le industrie.
Il gonfalone è un drappo partito di giallo e di verde.

## Società

### Evoluzione demografica
- 600 nel 1751
- 604 nel 1805
- annessione di Casalzuigno, Cittiglio e brevemente Vararo in età napoleonica
- 773 nel 1853
- annessione a Cittiglio nel 1927
- 1 131 nel 1961

Abitanti censiti

## Monumenti e luoghi d'interesse
- La Chiesa dei Santi Quirico e Giulitta eretta in stile romanico, antica parrocchiale.
- Chiesa dei Santi Vito e Modesto, attestata alla fine del XVIII secolo. Internamente, ospita un affresco di Alberto Bogani raffigurante Luigi Guanella e Chiara Bosatta durante le loro attività caritative[8].

## Infrastrutture e trasporti

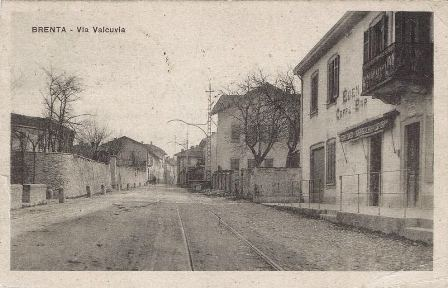
Brenta, via Valcuvia con il binario del tram

Posta lungo la strada statale 394 del Verbano Orientale, fra il 1914 e il 1949 Brenta era servita da una fermata della tranvia della Valcuvia, che transitava lungo tale arteria stradale.